# Cohabitation légale en droit belge
La cohabitation légale en droit belge est un statut choisi par deux personnes, qui peuvent mais ne doivent pas nécessairement être du même sexe, pour régler leur vie commune. Ce statut est régi par les articles 1475 à 1479 de l'ancien Code civil. Il s'agit d'une forme de partenariat enregistré.
La définition que donne la loi de la cohabitation légale (art. 1475, § 1er) est vague :  « Par “cohabitation légale”, il y a lieu d’entendre la situation de vie commune de deux personnes ayant fait une déclaration au sens de l’article 1476 » . La définition fournie par l’article 58 du Code (belge) de droit international privé est un peu plus précise :  « une situation de vie commune donnant lieu à enregistrement par une autorité publique […] ».
Comme on le verra, les règles légales applicables peuvent, mais ne doivent pas, être complétées par un contrat destiné à régir les relations patrimoniales entre les parties.
Comme le PACS du droit français, ce régime offre plus de souplesse que le mariage. Il contient un devoir de solidarité entre les partenaires mais, et il s'agit de la différence essentielle, ce lien disparaît lorsque l'un des partenaires décide de mettre fin au statut de la cohabitation légale, ce qu'il peut faire quasiment du jour au lendemain.
Comme le mariage, la cohabitation légale offre aux cohabitants des avantages certains. Il peut simplifier la gestion du patrimoine indivis, il permet la conclusion d'un contrat patrimonial, il offre des avantages fiscaux, il procure des droits successoraux au cohabitant survivant, il facilite  l'adoption de l'enfant du partenaire. Comme le mariage encore, il prévoit un régime matrimonial « primaire » à savoir un ensemble de règles qui ont pour finalité de protéger les droits des partenaires entre eux et à l’égard des tiers.
Mais à la différence des époux, les cohabitants légaux ne sont tenus ni à un devoir de fidélité, ni même à un devoir de cohabitation.
Ce régime est critiqué par la doctrine, qui y voit un statut hybride et inachevé. Sous des dehors intéressants, parce qu'il ménage aux partenaires une grande liberté, il désavantage en fait le partenaire économiquement faible, qui ne l'est peut-être pas au moment de la déclaration de cohabitation mais qui peut le devenir au fil des années.
La cohabitation légale a été créée par une loi du  23 novembre 1998 insérant dans le Code civil les articles 1475 à 1479, ce qui a mis fin automatiquement à la suspicion juridique entourant traditionnellement jusque là le  concubinage, qui avait parfois pour effet de voir annuler des conventions souscrites de bonne foi entre les concubins. Même si le mode de vie des cohabitants de fait n'aboutit plus à un tel effet extrême, la loi ne contient pas de régime patrimonial pour les couples non mariés, même en cas de cohabitation légale. Ils sont donc contraints de se référer au droit commun s'ils n'ont pas pris la précaution de conclure entre eux une convention. Or, les règles qui se dégagent de la jurisprudence manquent de prévisibilité.
Notons que le terme de « concubin », connoté péjorativement, a disparu du vocabulaire juridique et judiciaire, on parle maintenant de « cohabitants de fait, de cohabitants légaux ou de partenaires ».

## Statistiques
Selon les relevés de Statbel, l'office belge de statistique, la moyenne annuelle des déclarations de cohabitation légale tourne autour de 39.000, le nombre étant de 38.359 en 2022. En comparaison, le nombre de  mariages enregistrés est de 32.279 en 2020, année de la propagation de la Covid, 40.836 en 2021 et 48.482 en 2022.
L’âge moyen auquel une personne s’engage pour la première fois dans un partenariat sous la forme d’une cohabitation légale est de 31,8 ans pour le premier partenaire et de 30 ans pour le second.
La durée de cohabitation au moment de la cessation de la cohabitation légale  est de 5,7 ans en moyenne. Dans 58,5% des cas, la cohabitation légale fait place au mariage. Dans 36,3% des cas, la cessation est issue de la volonté d’un ou deux cohabitants. Enfin dans 5,2% des situations, c’est le décès d’un partenaire qui met fin à la cohabitation.

## Accès au statut

### Conditions de fond de la cohabitation légale
Les deux partenaires peuvent être du même sexe. Le statut de la cohabitation légale est possible entre deux amis ou deux parents. La loi ne pose aucune condition à cet égard. En conséquence, la cohabitation légale n’implique pas l’existence de relations sexuelles ni même de relations d’affection.
Pour s'engager dans  une cohabitation légale les deux parties doivent ne pas être liées par un mariage ou par une cohabitation légale avec une autre personne (article 1475, § 2, de l'ancien Code civil).
Naturellement, la déclaration de cohabitation légale implique le libre consentement des parties à l'exclusion de la violence ou de la menace (article 1476ter).
La cohabitation légale ne peut être contractée qu’entre deux personnes disposant de la capacité juridique (article 1475, § 2, alinéa 1); qui doivent donc être majeures. La loi ne prévoit pas la possibilité pour le mineur de demander une dispense d’âge, comme en matière de mariage.
La personne qui, dans le cadre d’une mesure de protection judiciaire, a été déclarée incapable de faire une déclaration de cohabitation légale (article 492/1, § 1er, alinéa 3, 10°) peut néanmoins y être autorisée par le juge de paix (article 1475, § 2, alinéa 2). Le juge de paix apprécie la capacité de la personne protégée d’exprimer sa volonté (alinéa 3).
Le statut de cohabitant légal est ouvert à tout étranger, même si sa loi nationale ne prévoit pas un statut comparable, car il ne relève pas de l’état des personnes. L'article 1476bis de l'ancien Code civil a pour but de combattre les déclarations de cohabitation simulées, dont le seul objectif est de tenter de régulariser le séjour d'étranger en Belgique de l'un des partenaires. « Il n’y a pas de cohabitation légale, lorsque, bien que la volonté des parties de cohabiter légalement ait été exprimée, il ressort d’une combinaison de circonstances que l’intention d’au moins une des parties vise manifestement uniquement l’obtention d’un avantage en matière de séjour, lié au statut de cohabitant légal ». Cette question est approfondie ci-après.

### Formalités de la déclaration de cohabitation légale
Une déclaration de cohabitation légale se fait au moyen d’un écrit remis contre récépissé à l’officier de l’état civil du domicile commun (article 1476, paragraphe 1er, de l'ancien Code civil). Le terme « domicile » utilisé dans ce contexte désigne le domicile au sens de l’article 102 de l'ancien Code civil, à savoir le lieu où la personne a son principal établissement. Cet écrit doit mentionner la date de la déclaration, les noms, prénoms, lieux et dates de naissance et signatures des deux parties, le domicile commun, la mention de la volonté des parties de cohabiter légalement, et la mention de ce que les deux parties ont pris connaissance préalablement du contenu des articles 1475 à 1479 de l'ancien Code civil.
La remise de l’écrit à l’officier de l’état est donc qualifiée de « déclaration » par l’article 1476, ce qui semble donner une certaine solennité à la cohabitation légale, alors qu’il ne s’agit que de déposer ce document au guichet de l’administration communale. Aucune obligation de comparaître personnellement n'est même prévue par la loi. On est loin de la cérémonie entourant le mariage (article 75 de l'ancien  Code civil). Toutefois, la comparution des deux parties est exigée dans de nombreuses communes. Parfois, l'un des partenaires est autorisé à comparaître seul, muni de la carte d’identité de l'autre.
En ce qui concerne les documents à fournir, l’article 1476, paragraphe 1er, dernier alinéa, renvoie à  l’article 64, paragraphes 3 et 4, du Code civil relatif au mariage, dont le texte est disponible via le lien internet ci-dessous. Mais, contrairement à ce que la loi prévoit pour le mariage, il n'est pas possible de suppléer à l'absence d'un acte de naissance par un acte de notoriété.
L'officier de l’état civil remet aux parties un récépissé du dépôt de leur déclaration. Il vérifie ensuite  si la cohabitation est contractée avec le libre consentement des deux cohabitants légaux et, le cas échéant, si elle ne vise pas uniquement l’obtention d’un avantage en matière de séjour, ce qui sera examiné ci-après. S'il ne détecte aucune irrégularité, il acte la déclaration dans le registre de la population. Il a été jugé que la nature de ce contentieux impose une certaine intrusion dans la vie privée mais que celle-ci reste conforme à l’esprit et à la lettre de l’article 8 de la Convention européenne des droits de l’homme, qui permet une ingérence de l’autorité publique pour autant qu’elle soit proportionnelle aux enjeux ; en l’espèce, il s’agit d’éviter le détournement des dispositions légales en matière de cohabitation légale et l’obtention frauduleuse des avantages y attachés, notamment en matière de séjour en Belgique.
La procédure du refus et du recours ouvert par la loi contre ce refus seront examinés ci-après.
La  loi ne fournit aucune indication concernant la date  à laquelle la déclaration de cohabitation légale sort ses effets. Considérant que la déclaration doit passer par le contrôle de l'officier de l'état, et pourrait donc ne pas aboutir, c'est la date de l'inscription dans le registre de la population qui semble devoir être retenue.

### Droit de séjour en Belgique du cohabitant légal
La cohabitation légale est l’un des moyens d’obtenir un droit de séjour en Belgique, sur la base de l’article 40bis de la loi du 15 décembre 1980 sur l’accès au territoire, le séjour, l’établissement et l’éloignement des étrangers dont le texte est disponible via le lien internet ci-dessous.
Dans cette disposition, l’expression « partenariat enregistré » vise la cohabitation légale et tout statut comparable de droit étranger.
La Cour constitutionnelle estime que la réglementation applicable aux étrangers en matière de cohabitation légale ne viole ni l'article 8 de la Convention européenne des droits de l'homme, imposant le  respect de la vie privée et familiale, ni le principe constitutionnel de l'égalité des droits et libertés (articles 10 et 11 de la Constitution),. Elle constate par ailleurs que le fait que l’article 1476bis du Code civil vise à lutter contre les abus dans le cadre de la cohabitation de complaisance ne prive pas l’article 40bis de la loi du 15 décembre 1980 de sa justification.
Une déclaration de complaisance, évidente ou suspectée, peut évidemment donner lieu à un contentieux.

### Le contentieux de la déclaration de cohabitation légale

#### Le refus manifesté par l'officier de l'état civil
En cas de refus de l’officier de l’état civil d'acter la déclaration de cohabitation légale, la procédure est réglée par l’article 1476quater, alinéas 2 et suivants, de l'ancien Code civil.
S’il existe une présomption sérieuse d'une irrégularité, l’officier de l’état civil peut surseoir à acter la déclaration de cohabitation légale afin de procéder à une enquête complémentaire. Il peut demander l’avis du procureur du Roi de l’arrondissement judiciaire dans lequel les parties ont l’intention de remettre la déclaration de cohabitation légale. La suspension court pendant deux mois au maximum à partir de la délivrance du récépissé de la remise de la déclaration. Le procureur du Roi peut prolonger ce délai de trois mois maximum. Dans ce cas, il en informe l’officier de l’état civil qui en informe les parties intéressées. S’il n’a pas pris de décision définitive dans le délai légal, l’officier de l’état civil est tenu d’acter sans délai la déclaration de cohabitation légale dans le registre de la population.
Dans le cas d’un refus, l’officier de l’état civil notifie sans délai sa décision motivée aux parties intéressées. Une copie de celle-ci, accompagnée d’une copie de tous documents utiles, est, en même temps, transmise au procureur du Roi de l’arrondissement judiciaire dans lequel la décision de refus a été prise et à l’Office des étrangers.
Le refus de l’officier de l’état civil d’acter la déclaration de cohabitation légale est susceptible de recours par les parties intéressées devant le tribunal de la famille dans le mois suivant la notification de sa décision. La jurisprudence qui a été publiée en cette matière est assez abondante; elle concerne surtout des cas où l'officier d'état civil a suspecté une déclaration de complaisance en vue d'obtenir un permis de séjour en Belgique.

#### L'action en nullité de la cohabitation légale
Aux termes de l'article 1476quinquies de l'ancien Code civil, une action judiciaire en nullité de la déclaration d'une cohabitation légale peut être introduite par les cohabitants légaux eux-mêmes et par tous ceux qui y ont intérêt dans les cas  visées aux articles 1476bis et 1476ter, à savoir :
- bien que la volonté des parties de cohabiter légalement ait été exprimée, il ressort d'une combinaison de circonstances que l'intention d'au moins une des parties vise manifestement uniquement à l'obtention d'un avantage en matière de séjour, lié au statut de cohabitant légal ;
- lorsque la cohabitation légale est contractée sans le libre consentement des deux cohabitants légaux ou que le consentement d'au moins un des cohabitants légaux a été donné sous la violence ou la menace.

Le procureur du Roi poursuit la nullité d'une telle cohabitation légale.
Il a été jugé qu’il importe de vérifier in concreto si le consentement de chacun des cohabitants est bien réel nonobstant l’existence d’un état de santé déficient, et n’est pas vicié par la violence ou l’erreur.
La procédure est détaillée par ledit article 1476quinquies, paragraphe 1.
La cohabitation légale qui a été ainsi déclarée nulle produit néanmoins ses effets en faveur de la partie qui a contracté la cohabitation légale de bonne foi ; elle produit également ses effets en faveur des enfants, même si aucune des parties n'a été de bonne foi (article 1476quinquies, § 2).

### Contrat facultatif de cohabitation légale
« Les cohabitants règlent les modalités de leur cohabitation légale par convention comme ils le jugent à propos, pour autant que celle-ci ne contienne aucune clause contraire à l'article 1477 (les droits, obligations et pouvoirs des cohabitants légaux), à l'ordre public, aux bonnes mœurs, ou aux règles relatives à l'autorité parentale, à la tutelle et aux règles déterminant l'ordre légal de la succession » (article 1478, alinéa 4, de l'ancien Code civil).

#### Formes du contrat de cohabitation légale
Cette convention est passée en la forme authentique devant notaire (article 1478, alinéa 4, de l'ancien Code civil).
La question de la validité d'un acte sous seing privé est controversée. Pour les uns, un tel acte est frappé de nullité absolue, bien que cette sanction ne soit pas prévue par la loi. Pour d'autres, il n'est frappé que d'une nullité relative, à savoir qu'il n'est pas opposable aux tiers mais qu'il l'est entre parties.

#### Contenu du contrat de cohabitation légale[22]
La convention ne peut pas créer une obligation de cohabitation ou une obligation de fidélité.
Les partenaires ont tout intérêt à réfléchir à la manière concrète de partager les charges de la vie  commune, mais doivent respecter le principe légal et impératif d'un partage proportionnel aux facultés contributives de l'un et de l'autre (voyez ci-après).
La  convention patrimoniale peut prévenir des difficultés ultérieures au moment du partage des biens résultant d'une séparation ou d'un décès en contenant, soit des présomptions de propriété, soit des clauses de qualification de biens, à savoir des règles de fond ayant pour objet de conférer de plein droit à tel ou tel bien le statut de biens indivis ou, à l’inverse, de biens personnels.
Peut-on  de suppléer aux carences de la loi en organisant à l’avance les conséquences alimentaires d’une séparation ? La question est discutée mais l'opinion majoritaire est de répondre par l'affirmative, à condition que la clause prévoyant un secours entre partenaires après la rupture pèse de manière égale sur les deux parties, qu'elle soit indépendante de toute notion de faute, hors une faute grave, qu'elle présente un caractère strictement alimentaire, et qu'elle soit limitée dans le temps.

#### Publicité du contrat de cohabitation légale
Le Code civil rend obligatoire l'inscription du contrat de cohabitation légale dans le registre central des conventions matrimoniales, qui est une banque de données informatisée ayant comme finalité principale  de rendre opposables aux tiers les conventions matrimoniales des personnes mariées et les conventions patrimoniales des cohabitants légaux et de permettre, dans les limites de la loi, la communication aux tiers des informations relatives à ces conventions.
C'est le notaire qui procède à l'inscription et c'est la Fédération royale du notariat belge qui est chargée de  la gestion et de l'organisation du registre.

## Relations personnelles

### Partage des charges de la vie commune
Les cohabitants légaux contribuent aux charges de la vie commune en proportion de leurs facultés (article 1477, paragraphe 3, de l'ancien Code civil). En revanche, il n’existe aucune obligation légale de secours et d’assistance entre les cohabitants légaux. C'est là que réside l'une des différences principales de leur statut par rapport au mariage.
Toute dette contractée par l'un des cohabitants légaux pour les besoins de la vie commune et des enfants qu'ils éduquent oblige solidairement l'autre cohabitant. Toutefois, celui-ci n'est pas tenu des dettes excessives eu égard aux ressources des cohabitants (paragraphe 4).
Les charges de la vie commune comprennent notamment : le loyer du logement familial, les charges de copropriété, le chauffage, l’eau, l'électricité, le précompte immobilier, les frais d’entretien et d’éducation des enfants qui vivent sous le même toit (même s’ils ne sont pas communs), la nourriture, l’habillement, les soins médicaux, les frais d’entretien et de réparation d’un véhicule, la taxe de circulation, les vacances, les loisirs, les sports, les spectacles.
Qu'en est-il des mensualités d'un prêt contracté par l'un des cohabitants pour l'acquisition de l'immeuble dont il est seul propriétaire et qui est affecté au logement de la famille ? En principe, la part de la mensualité qui représente les intérêts du prêt fait partie des charges du ménage, à l'exclusion de la part représentant le remboursement du capital. Mais l'examen des circonstances peut aboutir à une solution différente, difficilement prévisible, comme par exemple le constat de l'existence d'un enrichissement de l'un des partenaires au détriment de l'autre, raison pour laquelle il est impératif que les partenaires règlent cette question dans un contrat de cohabitation légale ou, si l'acquisition de l'immeuble intervient ultérieurement, dans une convention d'honneur.
Notons encore que l'obligation du cohabitant légal de contribuer aux frais d'entretien et d'éducation des enfants de son partenaire peut se prolonger au-delà du décès de ce partenaire  (article 1477, paragraphe 5, de l'ancien Code civil). Toutefois, cette obligation est limitée par ce que le cohabitant légal survivant a recueilli dans la succession de son cohabitant légal prédécédé en vertu de l'article 745octies, paragraphe 1er, et des avantages que celui-ci lui aurait consentis par donation, testament ou convention visée à l'article 1478. Cette obligation est caduque à l'égard de l'enfant indigne d'hériter du cohabitant légal prédécédé. Le juge suspend son prononcé jusqu'à ce que la décision entraînant l'indignité soit passée en force de chose jugée.

### Logement familial
Un cohabitant légal ne peut, sans l'accord de l'autre, disposer entre vifs à titre onéreux ou gratuit des droits qu'il possède sur l'immeuble qui sert au logement principal de la famille, ni hypothéquer cet immeuble. Il ne peut sans le même accord, disposer entre vifs à titre onéreux ou gratuit, des meubles meublants qui garnissent l'immeuble qui sert au logement principal de la famille, ni les donner en gage. Si le cohabitant légal dont l'accord est requis le refuse sans motifs graves, le partenaire peut se faire autoriser par le tribunal de la famille à passer seul l'acte. (article 215, paragraphe 1er, de l'ancien Code civil, rendu applicable à la cohabitation légale par l'article 1477, paragraphe 2). Si l'un des cohabitants légaux est présumé absent ou si le tribunal estime, en raison d'éléments de fait constatés dans un procès-verbal motivé, que l'un des cohabitants légaux est dans l'impossibilité ou incapable d'exprimer sa volonté, son partenaire peut se faire autoriser par le tribunal de la famille à passer seul les actes visés ci-dessus  (article 220, paragraphe 1, de l'ancien Code civil, rendu applicable à la cohabitation légale par l'article 1477, paragraphe 2).
Le droit au bail de l'immeuble loué par l'un des cohabitants légaux, même avant la date à laquelle la cohabitation légale a pris cours, et qui est affecté en tout ou en partie au logement principal de la famille, appartient conjointement aux cohabitants légaux, nonobstant toute convention contraire. Les congés, notifications et exploits relatifs à ce bail doivent être adressés ou signifiés séparément à chacun des cohabitants légaux ou émaner de tous deux. Toutefois, chacun des deux cohabitants légaux ne pourra se prévaloir de la nullité de ces actes adressés à son partenaire ou émanant de celui-ci qu'à la condition que le bailleur ait connaissance de leur statut de cohabitants légaux.  Toute contestation entre eux quant à l'exercice de ce droit est tranchée par le tribunal de la famille (article 215, paragraphe 2).
Les actes accomplis par l'un des cohabitants légaux en violation des dispositions de l'article 215 sont annulables à la demande du partenaire et sans préjudice de l'octroi de dommages et intérêts (article 224, paragraphe 1er, de l'ancien Code civil, rendu applicable à la cohabitation légale par l'article 1477, paragraphe 2).

### Enfants

#### Filiation
Comme dans le mariage, l'enfant a pour mère la personne qui est désignée comme telle dans l'acte de naissance (article 312 de l'ancien Code civil).
Il n'en est pas de même pour la filiation à l'égard du père ou de la coparente. Un acte de reconnaissance est nécessaire (articles 319 à 321 de l'ancien Code civil s’il s’agit d’un père, ou  articles 325/4 à 325/7 s’il s’agit d’une coparente).

#### Adoption
Les cohabitants peuvent adopter ensemble un enfant. Par cohabitants, il faut entendre : deux personnes  ayant fait une déclaration de cohabitation légale ou qui vivent ensemble de façon permanente et affective depuis au moins trois ans au moment de l'introduction de la demande en adoption, pour autant qu'elles ne soient pas unies par un lien de parenté entraînant une prohibition de mariage dont elles ne peuvent être dispensées par le tribunal de la famille (article 343, paragraphe 1er de l'ancien Code civil).
L'adoption d'un enfant est également ouverte à « l'ancien partenaire », à savoir l'ancien époux ou l'ancien cohabitant légal, ou l'une ou l'autre des personnes séparées qui ont vécu ensemble de façon permanente et affective pendant une période d'au moins trois ans, pour autant qu'elles ne soient pas unies par un lien de parenté entraînant une prohibition de mariage dont elles ne peuvent être dispensées par le tribunal de la famille (même disposition).

#### Effets de la filiation
Quant aux  droits et devoirs des parents et des enfants et quant à l'exercice de l'autorité parentale, il n'existe aucune différence à faire selon le statut des parents : mariés, cohabitants légaux, cohabitants de fait (articles 203 et suivants de l'ancien Code civil).
Notons que le cohabitant légal survivant est éventuellement tenu d’une obligation alimentaire envers les enfants du cohabitant légal prédécédé (article 1477, paragraphe 5 de l'ancien Code civil, voyez supra).

## Relations patrimoniales
Chacun des cohabitants légaux conserve les biens dont il peut prouver qu'ils lui appartiennent, les revenus que procurent ces biens et les revenus du travail (article 1478, alinéa 1er, de l'ancien Code civil).
Les biens dont aucun des cohabitants légaux ne peut prouver qu'ils lui appartiennent et les revenus que ceux-ci procurent sont réputés être en indivision (alinéa 2). La preuve dont il est question ici est celle du droit commun, à savoir du livre 8 du (nouveau) Code civil.
La question de la propriété des actifs bancaires est délicate dans la mesure où deux principes s'opposent, d'un côté la présomption d'indivision de l'article 1478, alinéa 1er, et, de l'autre, la présomption de la titularité du compte. En pratique, les tribunaux acceptent généralement d'examiner les faits et les preuves qui sont susceptibles de désigner le ou les titulaires réels de la propriété des actifs bancaires et, à défaut d'une preuve suffisante, tiennent l'inscription du compte bancaire ou du coffre fort à tel ou tel nom comme étant la preuve requise par l'article 1478, alinéa 1er. Bien entendu, si l'un des cohabitants est reconnu seul propriétaire du compte, il peut éventuellement être débiteur à l'égard de son partenaire d'une somme déposée sur ce compte.
L'immeuble abritant la famille est éventuellement la propriété de l'un des cohabitants légaux ou des deux. Dans un cas comme dans l'autre, les cohabitants sont amenés à réfléchir au sort à réserver à cet immeuble en cas de séparation ou au cas du décès de l'un d'eux étant propriétaire entier ou partiel de l'immeuble. Pour suppléer aux lacunes de la loi, un choix est possible entre  différentes clauses et modalités à inclure dans un contrat patrimonial de cohabitation légale ou dans une convention établie durant la vie commune afin de protéger le partenaire séparé ou survivant.
Citons, dans le cas où l'immeuble est la propriété exclusive de l'un des cohabitants :
- un bail,
- un droit d'usufruit ou un droit d'habitation,
- un prêt à usage,
- un testament,
- une promesse de vente,
- un droit de préférence.

et, en outre, dans le cas où l'immeuble est la propriété indivise des deux cohabitants :
- un pacte d'indivision avec droit de préférence,
- une clause de tontine ou une clause d'accroissement.

## Fin du statut
La cohabitation légale prend fin lorsque les parties se marient, lorsque l'une des parties décède, lorsque les deux parties ou l'une d'elles y mettent fin au moyen d'une déclaration de cessation (article 1476, paragraphe 2 de l'ancien Code civil). La fin du statut implique en principe le règlement des comptes et le partage des biens indivis.

### Décès

#### Funérailles
Voyez la loi du 20 juillet 1971 sur les funérailles et sépultures renvoyant partiellement aux réglementations régionales . La personne qualifiée pour pourvoir aux funérailles est celle qui a été désignée par le défunt par voie de testament ou, à défaut, un de ses ayants droit ou, à défaut, la personne qui durant la dernière période de la vie du défunt a entretenu avec celui-ci les liens d'affection les plus étroits et fréquents de sorte qu'elle puisse connaître ses dernières volontés quant à son mode de sépulture. En cas de contestation, c'est le juge de paix qui est compétent (article 591, 7° de la troisième partie du Code judiciaire).

#### Responsabilité d'un tiers
Conformément au droit commun (en particulier l'article 1382 de l'ancien Code civil), le cohabitant dont le partenaire est décédé peut agir à l'encontre du tiers qui serait responsable de ce décès afin d'être indemnisé du dommage qu'il subit. Le tribunal appréciera ce dommage in concreto, en s’attachant aux éléments de fait faisant preuve des liens d’affection au moment d’apprécier le dommage moral, et aux éléments de fait faisant preuve de la dépendance économique et des secours que les membres du couple s’apportaient l’un à l’autre au moment d’apprécier le préjudice matériel.

#### Accident de travail, maladie professionnelle
En matière d'accidents du travail, le cohabitant légal  peut obtenir des indemnités à condition que les partenaires aient, conformément à l'article 1478 de l'ancien Code civil, établi un contrat obligeant les parties à un devoir de secours qui, même après une rupture éventuelle, peut avoir des conséquences , et ceci aussi bien dans le secteur privé que dans le secteur public.
Il en de même encore en matière de maladies professionnelles, dans le secteur privéet dans le secteur public.

#### Droits successoraux du cohabitant légal survivant
La loi reconnaît un droit successoral au cohabitant légal survivant (Code civil, livre 4, article 4.10). Il est toutefois important de noter que celui-ci  n’est pas un héritier réservataire, de telle sorte qu'il peut être privé par testament de tout ou partie des droits ci-après définis. À l'inverse, ces droits peuvent être étendus par testament sous la condition de pas empiéter sur la réserve successorale des enfants du testateur.
Quels que soient les héritiers avec lesquels il vient à la succession, le cohabitant légal survivant recueille l'usufruit de l'immeuble affecté au jour de l'ouverture de la succession du défunt au logement principal de la famille et des meubles meublants qui le garnissent (article 4.23, paragraphe 1er). Si le défunt a donné ces biens en s'en réservant l'usufruit, le survivant recueille cet usufruit pour autant qu'il ait déjà la qualité de cohabitant légal au moment de la donation et pour autant que le donateur soit resté le titulaire de cet usufruit jusqu'au jour de son décès ; le cohabitant légal peut renoncer au droit d'usufruit, du vivant du donateur ou après son décès (paragraphe 2).
Le cohabitant légal survivant recueille seul, à l'exclusion de tous les autres héritiers, le droit au bail relatif à l'immeuble affecté au jour de l'ouverture de la succession du cohabitant légal prédécédé au logement principal de la famille et recueille l'usufruit des meubles qui le garnissent (paragraphe 3).
Tout ceci  ne s'applique pas lorsque le cohabitant légal survivant est le descendant du cohabitant légal prédécédé (paragraphe 4).

#### Fiscalité
Le cohabitant légal survivant bénéficie d'une  exonération totale des droits de succession sur la part du logement familial qui lui revient, et cela dans les trois régions du pays, quoiqu'à des conditions différentes.
En outre, le tarif des droits de succession lui est favorable, sans commune mesure avec celui qui les frapperait en cohabitation de fait. A titre d'exemple, la première tranche du montant de la succession est taxée en cohabitation légale à 3% contre 25, 30 ou 40% selon la région en cohabitation de fait, et la tranche la plus élevée à 27 ou 30% contre 55 ou 80%.
Ces avantages fiscaux sont souvent le mobile unique, sinon le principal, d'une décision de passer en cohabitation légale.

### Déclaration de cessation de la cohabitation légale

#### Cessation de commun accord
Les cohabitants légaux peuvent mettre fin au statut  au moyen d'une déclaration écrite qui est remise contre récépissé à l'officier de l'état civil conformément aux dispositions de l'article 1476, paragraphe 2, de l'ancien Code civil.

#### Cessation unilatérale
Le cohabitant légal peut mettre fin au statut de manière unilatérale au moyen d’une déclaration écrite qu'il remet à l’officier de l’état civil conformément aux dispositions de l'article 1476, paragraphe 2, de l'ancien Code civil. L’officier de l’état civil signifie la cessation à l’autre partie dans les huit jours par exploit d’huissier de justice et, le cas échéant, il la notifie, dans le même délai et par lettre recommandée, à l’officier de l’état civil de la commune du domicile de l’autre partie.

#### Mesures consécutives à la séparation
Du jour au lendemain, les effets personnels et les effets patrimoniaux de la cohabitation légale prennent fin. Mais cette conséquence de la fin du statut est atténuée par la possibilité donnée au juge d'ordonner des mesures provisoires et/ ou urgentes.
Si l'entente entre les parties est perturbée, le tribunal de la famille siégeant en référé est compétent pour prendre des mesures provisoires, qui doivent être limitées dans le temps. Il y a lieu de distinguer la situation pendant la  cohabitation légale et celle après la cessation du statut.
Lorsque les parties sont séparées ou en voie de se séparer et qu'elles sont encore régies par le statut de la  cohabitation légale, la loi détaille les mesures possibles. Elles concernent toute disposition relative à l’autorité parentale, à l’hébergement des enfants, au droit aux relations personnelles, aux contributions alimentaires pour les enfants, à la résidence séparée des cohabitants et à leurs obligations légales et contractuelles (article 1479 de l'ancien Code civil renvoyant aux articles 1253ter/5 et 1253ter/6 du Code judiciaire. Mais il suffit à l'un des partenaires de mettre fin à la cohabitation légale pour mettre également fin aux mesures provisoires à l'exception des mesures relatives aux enfants.
Après la cessation du statut, des mesures provisoires peuvent encore être ordonnées par le tribunal, mais la loi ne les détaille pas n'indiquant que "les mesures urgentes et provisoires justifiées par cette cessation" (article 1479), ce qui ouvre le champ à de nombreuses controverses. Ainsi, certains constatent que la loi ne stipule aucun de devoir entre cohabitants légaux après la fin du statut et estiment  que le devoir de contribuer aux charges de la vie commune s’éteint en même temps que la cohabitation légale, de telle sorte qu'il n'est donc pas possible d'accorder une pension alimentaire  à l'un des cohabitants ou de lui confier la jouissance du logement familial. D'autres estiment que cette thèse vide de sens la disposition légale (l'article 1479). Si tous les effets de la cohabitation légale s'arrêtaient au jour de la cessation, le droit commun suffirait et le législateur n'aurait pas pris le soin de prévoir expressément des mesures provisoires, qui sont le contre-poids à la faculté de rompre ad nutum le contrat. Le devoir de contribuer aux charges de la vie commune survit donc durant quelques semaines ou quelques mois au statut, la durée de ces mesures étant fixée souverainement par le juge au regard des circonstances.

### Comptes et partage

#### Sortie d'indivision
Les dispositions qui régissent l'indivision sont contenues dans le livre 3 du nouveau Code civil, lequel  s'applique à tous les actes juridiques et faits juridiques qui ont eu lieu après son entrée en vigueur, le 1er septembre 2021 (article 37, paragraphe 1er de la loi du 4 février 2020). Pour les actes et faits antérieurs à cette date, il y a lieu de se référer à l'article 815 de l'ancien Code civil, rédigé comme suit :
« Nul ne peut être contraint à demeurer dans l'indivision, et le partage peut toujours être provoqué, nonobstant conventions et prohibitions contraires.
On peut cependant convenir de suspendre le partage durant un temps limité; cette convention ne peut être obligatoire au-delà de cinq ans; mais elle peut être renouvelée. [...] »
Le problème peut surgir du fait que cette faculté de sortir d'indivision à tout moment n'est ouverte qu'aux indivisions involontaires, résultat d'une succession par exemple. En cas d'achat conjoint par deux personnes, l'indivision est volontaire. Au moment de l'achat, Il y a donc lieu de prévoir les modalités d'une future sortie d'indivision. A défaut, l'indivisaire qui se voit opposer un refus de sortir d'indivision en vue d'un partage peut se raccrocher à la jurisprudence de la Cour de cassation, en particulier à un arrêt du 6 mars 2014, rendu à propos d’une tontine. La Cour a estimé qu’après la séparation de deux cohabitants de fait, l’indivision volontaire devient une indivision ordinaire et que cette indivision entre donc à ce moment dans le champ d’application de l’article 815. En effet, une convention de tontine qui se construit sur la base d’une relation de fait ou juridique existant entre les parties cesse toutefois d’exister lorsque ces rapports sous-jacents prennent fin, de sorte que l’exécution ultérieure de cette convention est privée de tout sens.
Si l'acte fondateur de l'indivision est daté du 1er septembre 2021 ou d'une date postérieure, la sortie d'indivision est régie par l'article 3.77 du livre 3 du nouveau Code civil :
« [...] Si la copropriété volontaire est créée pour une durée indéterminée, chaque copropriétaire peut, nonobstant clause contraire, résilier le contrat, moyennant un délai raisonnable. Un créancier des indivisaires peut demander en justice qu'il soit mis fin à la copropriété volontaire à durée indéterminée aux mêmes conditions.
A défaut d'accord entre les copropriétaires, la durée du délai de préavis est fixée par le juge. Celui-ci tient compte, notamment, des frais déjà exposés par les parties, de la persistance du motif déterminant qui a incité les parties à créer la copropriété volontaire et de l'inconvénient qui résulte de la résiliation pour l'autre copropriétaire. Le délai de résiliation ne peut excéder cinq ans.
Le présent article est également d'application aux biens en tontine ou en accroissement. »

#### Comptes
La principale difficulté, au moment des règlements de compte, est la divergence de vues entre les parties sur le remboursement de sommes réclamées par l'un d'eux au titre d'un « enrichissement sans cause » de son partenaire. Cette notion a été construite par la doctrine et par la jurisprudence. Si l'action est fondée, elle se traduit par le paiement d'une indemnité. Traditionnellement, les conditions suivantes doivent être réunies :
- un enrichissement et un appauvrissement,
- un lien causal entre les deux,
- l’absence de toute cause à l’enrichissement et à l’appauvrissement,
- l’impossibilité de toute autre action dans le chef de l’appauvri (caractère subsidiaire de l’action).

Il peut s'agir de transferts de fonds sans cause de compte à compte, mais aussi  de la fourniture de services non rémunérés ou de capitaux dans l'immeuble ou dans l'entreprise du partenaire. Mais tout remboursement est refusé lorsque le défendeur, pour justifier le transfert de valeur, peut invoquer et démontrer la pertinence de l'un des motifs suivants:
- la contribution aux charges de la vie commune,
- une clause du contrat patrimonial stipulant une présomption, qui n'est pas renversée par des documents probants, que la contribution aux charges de la vie commune a été réglée au jour le jour, ou toute autre convention entre les parties,
- une intention libérale (un cadeau), une volonté délibérée,
- le profit personnel obtenu par le demandeur de l'indemnité.

## Éléments d’extranéité
Le Règlement européen 2016/1104 du conseil du 24 juin 2016 met en œuvre « une coopération renforcée dans le domaine de la compétence, de la loi applicable, de la reconnaissance et de l'exécution des décisions en matière d'effets patrimoniaux des partenariats enregistrés ». Il convient d'être attentif à l'article 1er, qui exclut plusieurs matières du champ d'application du règlement.
Pour le reste, c'est la loi belge qui est applicable, en particulier le Code de droit international privé (« Codip ») et, pour son application, le chapitre « M. Relations de vie commune » de  la circulaire ministérielle du 23 septembre 2004. Les principales dispositions sont les suivantes.
Aux termes du Codip, les termes « relation de vie commune » visent une situation de vie commune donnant lieu à enregistrement par une autorité publique et ne créant pas entre les cohabitants de lien équivalent au mariage (article 58). La circulaire analyse la portée de différentes législations nationales européennes en matière de partenariats enregistrés.
Comme nous l'avons vu, le statut de cohabitant légal est ouvert à tout étranger, même si sa loi nationale ne prévoit pas un statut comparable, car il ne relève pas de l’état des personnes.
L'enregistrement de la conclusion de la relation de vie commune ne peut avoir lieu en Belgique que lorsque les parties ont une résidence habituelle commune en Belgique au moment de la conclusion, tandis que l'enregistrement de la cessation de la relation de vie commune ne peut avoir lieu en Belgique que lorsque la conclusion de la relation a été enregistrée en Belgique (article 59).
La relation de vie commune est régie par le droit de l'État sur le territoire duquel elle a donné lieu à enregistrement pour la première fois ; ce droit détermine, notamment, les conditions d'établissement de la relation, les effets de la relation sur les biens des parties, ainsi que les causes et les conditions de la cessation de la relation (article 60).